# Campiglossa spinata
Campiglossa spinata är en tvåvingeart som först beskrevs av Munro 1957.  Campiglossa spinata ingår i släktet Campiglossa och familjen borrflugor. Inga underarter finns listade.